# Henotesia subsimilis
Henotesia subsimilis är en fjärilsart som beskrevs av Butler 1879. Henotesia subsimilis ingår i släktet Henotesia och familjen praktfjärilar. Inga underarter finns listade i Catalogue of Life.